# Саннервіль
Саннерві́ль (фр. Sannerville) — муніципалітет у Франції, у регіоні Нормандія, департамент Кальвадос. Населення — 1888 осіб (01.01.2021).
Муніципалітет був розташований на відстані близько 195 км на захід від Парижа, 11 км на схід від Кана.

## Історія
До 2015 року муніципалітет перебував у складі регіону Нижня Нормандія. Від 1 січня 2016 року належав до нового об'єднаного регіону Нормандія.
1-1-2017 Саннервіль і Троарн було об'єднано в новий муніципалітет Салін. 31 грудня 2017 року адміністративний суд відмінив це злиття. 

## Демографія
Динаміка населення (INSEE ):
Розподіл населення за віком та статтю (2006):
| Стать | Всього | До 15 років | 15-24 | 25-44 | 45-64 | 65-85 | Понад 85 |
| --- | ------ | ----------- | ----- | ----- | ----- | ----- | -------- |
| Чоловіки | 736    | 148         | 100   | 176   | 220   | 84    | 8        |
| Жінки | 816    | 164         | 108   | 192   | 228   | 112   | 12       |
| \| Статево-вікова піраміда \| Статево-вікова піраміда \| Статево-вікова піраміда \| \| ----------------------- \| ----------------------- \| ----------------------- \| \| Чоловіки \| Вік \| Жінки \| \| 8 \| 85 + \| 12 \| \| 8 \| 80-84 \| 24 \| \| 32 \| 75-79 \| 16 \| \| 12 \| 70-74 \| 24 \| \| 32 \| 65-69 \| 48 \| \| 36 \| 60-64 \| 24 \| \| 48 \| 55-59 \| 56 \| \| 48 \| 50-54 \| 72 \| \| 88 \| 45-49 \| 76 \| \| 36 \| 40-44 \| 60 \| \| 92 \| 35-39 \| 60 \| \| 24 \| 30-34 \| 56 \| \| 24 \| 25-29 \| 16 \| \| 52 \| 20-24 \| 48 \| \| 48 \| 15-20 \| 60 \| \| 36 \| 10-14 \| 60 \| \| 56 \| 5-9 \| 68 \| \| 56 \| 0-4 \| 36 \| |        |             |       |       |       |       |          |
| Статево-вікова піраміда |        |             |       |       |       |       |          |
| Чоловіки | Вік    | Жінки       |       |       |       |       |          |
| 8 | 85 +   | 12          |       |       |       |       |          |
| 8 | 80-84  | 24          |       |       |       |       |          |
| 32 | 75-79  | 16          |       |       |       |       |          |
| 12 | 70-74  | 24          |       |       |       |       |          |
| 32 | 65-69  | 48          |       |       |       |       |          |
| 36 | 60-64  | 24          |       |       |       |       |          |
| 48 | 55-59  | 56          |       |       |       |       |          |
| 48 | 50-54  | 72          |       |       |       |       |          |
| 88 | 45-49  | 76          |       |       |       |       |          |
| 36 | 40-44  | 60          |       |       |       |       |          |
| 92 | 35-39  | 60          |       |       |       |       |          |
| 24 | 30-34  | 56          |       |       |       |       |          |
| 24 | 25-29  | 16          |       |       |       |       |          |
| 52 | 20-24  | 48          |       |       |       |       |          |
| 48 | 15-20  | 60          |       |       |       |       |          |
| 36 | 10-14  | 60          |       |       |       |       |          |
| 56 | 5-9    | 68          |       |       |       |       |          |
| 56 | 0-4    | 36          |       |       |       |       |          |

## Економіка
2010 року серед 1123 осіб працездатного віку (15—64 років) 814 були активними, 309 — неактивними (показник активності 72,5%, у 1999 році було 69,6%). З 814 активних мешканців працювало 766 осіб (377 чоловіків та 389 жінок), безробітними було 48 (31 чоловік та 17 жінок). Серед 309 неактивних 81 особа була учнем чи студентом, 156 — пенсіонерами, 72 були неактивними з інших причин.

У 2010 році в муніципалітеті числилось 673 оподатковані домогосподарства, у яких проживали 1691,0 особи, медіана доходів виносила 19 909 євро на одного особоспоживача